# Jim Dilling
Jim Dilling (né le 23 avril 1985 à Fond du Lac, Wisconsin) est un spécialiste du saut en hauteur américain. Il mesure 1,96 m pour 86 kg. Il détient, avec 2,30 m, réalisé une première fois en 2007, une des meilleures mesures de sa spécialité et a remporté la même année les championnats des États-Unis, à Indianapolis, valables pour la sélection aux Championnats du monde d'athlétisme.